# アルベマール伯爵
アルベマール伯爵（英語: Earl of Albemarle）は、イングランド貴族の伯爵位の一つ。名誉革命でイングランド王位に就いたウィリアム3世（オランダ総督オラニエ公ウィレム3世）に従ってオランダからイングランドへやってきたウィリアム3世の近臣アーノルド・ヴァン・ケッペルが1697年に叙位されたのに始まる。爵位名の「アルべマール」とはフランス・ノルマンディーの地名オマールがラテン語化された名前"Alba Marla"(「白い泥灰土」の意)から転じた言葉であり、"Aubemarle"や"Aumerle"と綴られることもある。ウィリアム3世のアーノルドへの勅許状にも「ノルマンディー公国の都市と領域」と書かれている。
これ以前にノルマン貴族やフランス貴族やイングランド貴族として創設されたオマール伯爵及び公爵についてはそちらの項目を参照。

## 歴史
オランダ出身で1688年に名誉革命で王位に就いたオランダ総督オラニエ公ウィレム3世（ウィリアム3世）に従ってイギリスへやって来たアーノルド・ヴァン・ケッペル (1670–1718) は、ウィリアム3世と同性愛の関係となり、1696/7年2月10日にイングランド貴族爵位アルベマール伯爵 (Earl of Albemarle)、ランカスター州におけるベリーのベリー子爵 (Viscount Bury, of Bury in the County of Lancaster)、ケント州におけるアシュフォードのアシュフォード男爵 (Baron Ashford, of Ashford in the County of Kent)に叙位された。
その後、彼はオランダへ帰り、スペイン継承戦争でオランダ軍人として初代マールバラ公爵ジョン・チャーチルの指揮下で戦ったがドゥナの戦いで捕虜となった。
1718年に初代伯が死去した後、息子のウィリアム (1702–1754) が2代伯を継承。彼はイギリス陸軍軍人となり、陸軍中将まで昇進。オーストリア継承戦争のフォントノワの戦いやジャコバイト蜂起の際のカロデンの戦いなどに参加した。1749年から1754年にかけては駐フランスイギリス大使を務めている
2代伯の死後、その息子ジョージ・ケッペル (1724–1772) が3代伯を継承した。彼も陸軍軍人となり、陸軍大将まで昇進。父とともにフォントノワの戦いやカロデンの戦いに参加している。七年戦争ではハバナの戦いを指揮した。また63,000ポンドでクイデナムに土地を購入した。
その息子である4代伯ウィリアム (1772–1849) は、ホイッグ党の貴族院議員として政界で活躍し、ホイッグ党が参加した1806年からの大連立政権グレンヴィル内閣でバックハウンド長官、1830年からのホイッグ政権では主馬頭を務めた。
死後、その息子のオーガスタス(1794–1851) が5代伯を継承した。彼は襲爵前の1820年から1826年にかけてアランデル選挙区選出の庶民院議員を務めていた。
子供がなかった5代伯の死後、弟のジョージ(1799–1891) が6代伯を継承した。彼は襲爵前、陸軍軍人としてワーテルローの戦いなどに参加した後、東ノーフォーク選挙区やライミントン選挙区から選出されてホイッグ党の庶民院議員を務め、首相ジョン・ラッセル卿の秘書も務めた。陸軍軍人としては陸軍大将まで昇進した。
その息子である7代伯ウィリアム(1832–1894) も陸軍軍人となる一方、自由党、のちに保守党の政治家として保守党政権の第2次ディズレーリ内閣や第1次ソールズベリー侯爵内閣で陸軍省政務次官を務めた。
その息子である8代伯アーノルド(1858–1942) も陸軍中佐まで昇進した陸軍軍人であり、襲爵前にはバーケンヘッド選挙区選出の庶民院議員を務めた。軍人としてエドワード7世やジョージ5世の副官も務めた。
その息子である9代伯ウォルター(1882–1979) も陸軍軍人となり、1904年から1905年にかけてはカナダ総督副官、1906年にインド総督副官を務めた。
9代伯爵の息子ベリー子爵（儀礼称号）デリク・ウィリアム・チャールズ・ケッペル (1911-1968) は父に先だったため、9代伯の死後は、ベリー子爵の遺児であるルーファス・アーノルド・アレクシス・ケッペル(1965-) が10代伯を継承した。2020年現在の当主も彼である。

## 現当主の保有爵位
現当主ルーファス・ケッペルは以下の爵位を保有している。
- 第10代アルべマール伯爵 (10th Earl of Albemarle)
  - (1696/97年2月10日の勅許状によるイングランド貴族爵位)
- 第10代ランカスター州におけるベリーのベリー子爵 (10th Viscount Bury, of Bury in the County Palatine of Lancaster)
  - (1696/97年2月10日の勅許状によるイングランド貴族爵位)
- 第10代ケント州におけるアシュフォードのアシュフォード男爵 (10th Baron Ashford, of Ashford in the County of Kent)
  - (1696/97年2月10日の勅許状によるイングランド貴族爵位)

## アルベマール伯 (1697年)
- 初代アルベマール伯アーノルド・ジョースト・ヴァン・ケッペル (1670–1718)
- 2代アルベマール伯ウィリアム・アン・ヴァン・ケッペル (1702–1754) 先代の息子
- 3代アルベマール伯ジョージ・ケッペル (1724–1772) 先代の息子
- 4代アルベマール伯ウィリアム・チャールズ・ケッペル (1772–1849) 先代の息子
- 5代アルベマール伯オーガスタス・フレデリック・ケッペル（英語版） (1794–1851) 先代の息子
- 6代アルベマール伯ジョージ・トマス・ケッペル（英語版） (1799–1891) 先代の弟
- 7代アルベマール伯ウィリアム・クーツ・ケッペル（英語版） (1832–1894) 先代の息子
- 8代アルベマール伯アーノルド・アラン・セシル・ケッペル（英語版） (1858–1942) 先代の息子
- 9代アルベマール伯ウォルター・エジャートン・ジョージ・ルシアン・ケッペル（英語版） (1882–1979) 先代の息子
- 10代アルベマール伯ルーファス・アーノルド・アレクシス・ケッペル（英語版） (1965-) 先代の孫
  - 法定推定相続人は、現当主の長男ベリー子爵（儀礼称号）オーガスタス・ セルゲイ・ダライアス・ケッペル (2003-)